# Victor Henri Joseph Brahain Ducange
Victor Henri Joseph Brahain Ducange (* 24. November 1783 in Den Haag; † 15. Oktober 1833 in Paris) war französischer Dichter und Romanschriftsteller.

## Leben
Ducange kam frühzeitig nach Paris, wo er eine Stelle im Handelsministerium erhielt, verlor diese nach der Restauration und wandte sich nun nach kurzem Aufenthalt in England der Bühnen- und Romanschriftstellerei zu, die ihm ein bescheidenes Einkommen gewährte, nebenbei aber infolge seiner freisinnigen, namentlich dem religiösen Fanatismus scharf entgegentretenden Anschauungen vonseiten der Regierung vielerlei Anfechtungen zuzog. Er starb am 15. Oktober 1833.
Unter seinen zahlreichen Theaterstücken im Genre des Melodrams ist Trente ans, ou la vie d’un joueur (1827) das berühmteste und wirkungsvollste. Dieses Werk diente Johann Nestroy als Vorlage für sein Theaterstück Dreyßig Jahre aus dem Leben eines Lumpen. Von den übrigen sind zu nennen:
- Le prince de Norvège  (1818); das Melodrama
- Calas (1819);
- Le colonel et le soldat (1820);
- Élodie (1822);
- Therese (1822);
- Les diamants (1824);
- MacDowell (1826);
- Il y a seize ans (1831);
- La vendetta (1831) etc.

In allen Stücken zeigt sich Ducanges Vorliebe für das Schreckliche, Schaudervolle; sein Stil ist oft rau und hart und streift ans Bizarre. Auch seine Romane, obschon jetzt seltener gelesen, hatten in ihrer Zeit infolge der dramatisch spannenden Handlung und lebhaften Darstellung großen Erfolg:
- Agathe (1819, 2 Bde.);
- Valentine, ou le pasteur d’Uzès (1821, 3 Bde.);
- Léonide, ou la vieille de Suresnes (1823, 5 Bde.);
- Le médecin confesseur (1825, 6 Bde.);
- La Luthérienne (1825, 6 Bde.);
- Les trois filles de la veuve (1826, 6 Bde.);
- Ludovica (1830, 6 Bde.);
- Joasine, ou la fille du prêtre (1835, 5 Bde.).